# Peña Alconera
La Peña Alconera (en aragonés Penya Falconera) o también llamado actualmente huevo de Morrano es una formación rocosa situada cerca de la localidad de Morrano, en el noroeste del Somontano de Barbastro, Huesca.

## Geología
Esta formación rocosa se compone de un monolito con mezcla de arenisca y conglomerado algo erosionado. 

## Hidrografía
Se encuentra dentro del parque natural de la Sierra y Cañones de Guara, esta a pocos metros del río Alcanadre y cerca de la fuente de la Tamara, también está cerca del pinar de Morrano donde se encuentran pinares de pino silvestre que son los más meridionales de todo el parque natural y del Alto Aragón.

## Etimología
Los habitantes de Morrano siempre la han denominado "Peña Falconera" ya que según la tradición en esa zona se criaban halcones y traducido al aragonés es falcon. Hoy en día sigue perviviendo el apodo de "falconero" a los habitantes de Morrano.
Hace pocos años se le dio a la piedra un nuevo nombre con la creación del parque natural y fue el de "huevo de Morrano" creado por un técnico forestal.
En castellano se usa "Peña Alconera", aunque se utiliza bastante menos. También es usado el nombre de "Peña los Pacos".

## Referencias

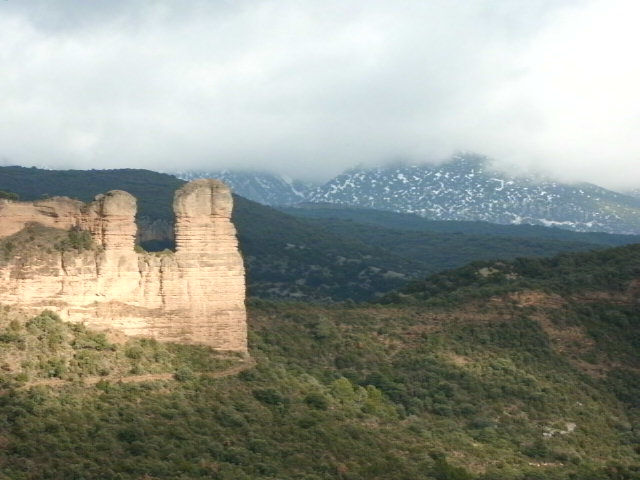
Cara sur de la Peña.